# Louis Alexandre Catherine Duport
Louis Alexandre Catherine Duport de Montplaisant, comte de Loriol, né le 17 février 1691 et mort le 2 février 1774, est un président à mortier au Parlement de Bourgogne et prévôt de Paris.
Louis Alexandre Catherine Duport fut président du Parlement de Dijon le 1er juin 1727. 
En 1752 il est nommé prévôt de Paris en remplacement de Gabriel-Jérôme de Bullion décédé, charge qu'il assumera jusqu'en 1755, date à laquelle il aura pour successeur Alexandre de Ségur.